# Gustaf von Rosen (1872–1955)
Gustaf Thomas August von Rosen, född 7 oktober 1872 i Svea livgardes församling i Stockholm, död 18 september 1955 i Oscars församling i Stockholm, var en svensk greve och ceremonimästare.

## Biografi
von Rosen blev kammarjunkare vid kungliga hovstaterna 1896 och utnämndes 1902 till kammarherre och tillförordnad vice ceremonimästare. 1915 blev von Rosen ceremonimästare.
von Rosen blev härold vid Kungl. Maj:ts orden 1905. 1909 blev han utnämnd till registrator. von Rosen tog avsked från registratorsbefattningen 1919. 1928 utnämndes han till rikshärold, en befattning som han tog avsked från 1943. von Rosen arbetade även vid lantförsvarsdepartementet och senare försvarsdepartementet som registrator från 1908. 1926 tog von Rosen avsked. Han är begravd på Norra begravningsplatsen utanför Stockholm.

## Utmärkelser

### Svenska utmärkelser
- Konung Oscar II:s och Drottning Sofias guldbröllopsminnestecken,[6] 6 juni 1907.[4]
- Konung Oscar II:s jubileumsminnestecken,[6] 18 september 1897.[4]
- Konung Gustaf V:s jubileumsminnestecken med anledning av 90-årsdagen, 1948.[7]
- Konung Gustaf V:s jubileumsminnestecken med anledning av 70-årsdagen,[8] 16 juni 1928.[4]
- Kommendör av första klassen av Nordstjärneorden, 14 november 1942.[9]
- Kommendör av andra klassen av Nordstjärneorden, 16 juni 1928.[10]
- Riddare av Nordstjärneorden,[11] 22 november 1909.[4]

### Utländska utmärkelser
- Storofficer av Belgiska Leopold II:s orden,[8] 29 november 1926.[4]
- Storofficer av Lettiska Tre Stjärnors orden,[8] 27 maj 1929.[4]
- Riddare av andra klassen med kraschan av Ryska Sankt Stanislausorden,[6] 21 januari 1910.[4]
- Kommendör av första klassen av Spanska Civilförtjänstorden,[8] 5 juli 1929.[4]
- Kommendör av andra graden av Danska Dannebrogorden,[6] 12 februari 1904.[4]
- Officer av Italienska kronorden,[6] 20 december 1913.[4]
- Officer av Franska Hederslegionen,[6] 22 december 1908.[4]
- Riddare av tredje klassen av Waldeckska Förtjänstorden,[6] september 1897.[4]